# (72517) 2001 DK81
(72517) 2001 DK81 – planetoida z pasa głównego asteroid okrążająca Słońce w ciągu 4,73 lat w średniej odległości 2,82 j.a. Odkryta 26 lutego 2001 roku.